# Хансен, Кристиан Мариус
Кристиан Мариус Хансен (дат. Christian Marius Hansen; 24 сентября 1891, Фредерисия, Вайле — 13 июня 1961, Копенгаген) — датский гимнаст, бронзовый призёр летних Олимпийских игр 1912 года в командном первенстве по произвольной системе. Участвовал также в командном первенстве на летней Олимпиаде 1908 года (4-е место).